# Ansfrido del Friul
Ansfrido o Ansfrit fue un noble lombardo duque del Friul entre aproximadamente 694 y 698.

## Biografía
Originalmente, era el señor del castillo de Ragogna y en 694, aprovechando que Rodoaldo, duque del Friul se encontraba ausente de la capital, Forum Julii (Cividale) se apoderó del ducado derrocando a Rodoaldo, pero sin el consentimiento del rey Cuniperto, quien, sin embargo, pareció tolerar, en principio, el cambio de duque en Cividale. Rodoaldo, al enterarse, huyó a Histria y de allí llegó en barco a través de Rávena hasta Ticinum donde se encontraba Cuniperto. Poco después, sin embargo, Ansfrido, no contento con gobernar el ducado de los friulanos, se rebeló e intentó tomar el trono de Cuniperto (698). Capturado en Verona, fue llevado ante el rey que le condenó a la pena de dejarlo ciego y fue desterrado.
Le sucedió como duque del Friul su hermano Adón.